# Igout Abdelhadi
 (août 2018).
Si vous disposez d'ouvrages ou d'articles de référence ou si vous connaissez des sites web de qualité traitant du thème abordé ici, merci de compléter l'article en donnant les références utiles à sa vérifiabilité et en les liant à la section « Notes et références ».
 (juin 2016).
Améliorez-le ou discutez des points à vérifier. 
Igout Abdelhadi, né en 1955 à Inezgane, est un banjoïste marocain, leader du groupe musical amazigh « Izenzaren ». 

## Biographie
Igout Abdelhadi naît en 1955, à Inezggane, d'un père houari originaire d'Aït Houara et d'une mère originaire d'Achtouken. Il est le deuxième d'une fratrie de trois membres..
Igout Abdlehadi est l'initiateur d'un courant musical nouveau dans le domaine amazigh appelé tazenzart en référence au groupe Izenzaren auquel il appartient, avec Abdelaziz Chamkh et Lhssen Fertal. Leader d'un mouvement musical qui se veut universel, il est connu pour son jeu particulier au point d'être considéré comme le roi du banjo au Maroc aux dires de différentes personnalités du champ musical marocain tels que Omar Sayed et Allal, membres du groupe Nass El Ghiwane et de Haj Youness, l’un des plus grands ténors du luth des temps modernes, et beaucoup d'autres[réf. nécessaire]...